# Championnat de Malte de football 2010-2011
Navigation
Saison précédente Saison suivante
La saison 2010-2011 de Premier League Maltaise est la quatre-vingt-seizième édition de la première division maltaise. Les dix meilleures équipes du pays s'affrontent en matchs aller et retour au sein d'une poule unique. À la fin de cette première phase, les six premiers du classement disputent la poule pour le titre et rejouent à nouveau deux fois contre leurs adversaires. Les quatre derniers participent à la poule de relégation, qui voit le dernier être rétrogradé en deuxième division maltaise et remplacé par les trois meilleures équipes de First League, la deuxième division maltaise, afin de faire passer le championnat de 10 à 12 équipes.
C'est le club de Valletta FC qui est sacré cette saison après avoir terminé en tête du classement de la poule pour le titre, avec huit points d'avance sur le Floriana FC et treize sur le tenant du titre, Birkirkara FC. C'est le vingtième titre de champion de Malte de l'histoire du club.

## Les 10 clubs participants
| Club                | Stade             | Capacité | Ville      |
| ------------------- | ----------------- | -------- | ---------- |
| Birkirkara FC       | Infetti Ground    | 2 000    | Birkirkara |
| Floriana FC         | Victor Tedesco    | -        | Floriana   |
| Hamrun Spartans     | Victor Tedesco    | 6 000    | Hamrun     |
| Valletta FC         | Salinos Ground    | -        | La Valette |
| Marsaxlokk FC       | Marsaxlokk Ground | -        | Marsaxlokk |
| Vittoriosa Stars FC | Marsaxlokk Ground | -        | Vittoriosa |
| Paola Hibernians FC | Hibernians Ground | 8 000    | Paola      |
| Sliema Wanderers FC | Guze Fava Ground  | 4 000    | Sliema     |
| Qormi FC            | Thomaso Grounds   | -        | Qormi      |
| Tarxien Rainbows FC | Tarxien Ground    | -        | Tarxien    |

## Compétition[1]

### Phase 1

#### Classement
Le classement est établi sur le barème de points classique (victoire à 3 points, match nul à 1, défaite à 0).
Les critères de départage des équipes sont :
1. Différence de buts générale
2. Nombre de buts marqués

| Rang | Équipe               | Pts | J  | G  | N | P  | Bp | Bc | Diff |
| ---- | -------------------- | --- | -- | -- | - | -- | -- | -- | ---- |
| 1    | Valletta FC          | 44  | 18 | 13 | 5 | 0  | 42 | 11 | +31  |
| 2    | Tarxien Rainbows FC  | 29  | 18 | 8  | 5 | 5  | 25 | 22 | +3   |
| 3    | Floriana FC          | 27  | 18 | 8  | 3 | 7  | 25 | 20 | +5   |
| 4    | Birkirkara FCT       | 27  | 18 | 7  | 6 | 5  | 25 | 25 | 0    |
| 5    | Marsaxlokk FCP       | 24  | 18 | 5  | 9 | 4  | 25 | 25 | 0    |
| 6    | Hamrun Spartans      | 23  | 18 | 7  | 2 | 9  | 31 | 36 | -5   |
| 7    | Sliema Wanderers FC  | 22  | 18 | 5  | 7 | 6  | 22 | 26 | -4   |
| 8    | Qormi FC             | 21  | 18 | 5  | 6 | 7  | 22 | 26 | -4   |
| 9    | Paola Hibernians FC  | 15  | 18 | 3  | 6 | 9  | 23 | 33 | -10  |
| 10   | Vittoriosa Stars FCP | 11  | 18 | 2  | 5 | 11 | 20 | 36 | -16  |

| Légende : Qualifications et relégations | Légende : Qualifications et relégations            |
| --------------------------------------- | -------------------------------------------------- |
|                                         | Qualifié pour le tour des champions                |
|                                         | Qualifié pour le tour de relégation                |
|                                         | T : Tenant du titre P : Promu de deuxième division |

#### Matchs
| Résultats (▼dom., ►ext.)                                   | Bir | Flo | Hib | Ham | Mar | Qor | Sli | Tar | Val | Vit |
| Birkirkara FC                                              |     | 0-2 | 3-1 | 2-0 | 2-5 | 1-4 | 2-2 | 0-0 | 2-2 | 1-1 |
| Floriana FC                                                | 0-1 |     | 1-3 | 3-1 | 0-1 | 4-3 | 0-1 | 0-2 | 0-2 | 0-0 |
| Paola Hibernians FC                                        | 1-2 | 1-1 |     | 3-4 | 2-2 | 0-0 | 0-0 | 3-1 | 2-2 | 1-2 |
| Hamrun Spartans                                            | 1-1 | 1-2 | 2-4 |     | 2-3 | 2-1 | 3-2 | 3-1 | 0-2 | 2-0 |
| Marsaxlokk FC                                              | 2-0 | 0-3 | 2-2 | 2-1 |     | 0-1 | 0-0 | 2-4 | 0-2 | 2-2 |
| Qormi FC                                                   | 0-2 | 0-1 | 1-0 | 1-3 | 2-2 |     | 0-0 | 2-1 | 0-4 | 2-2 |
| Sliema Wanderers FC                                        | 1-4 | 0-1 | 4-0 | 3-1 | 1-1 | 0-0 |     | 1-1 | 1-4 | 4-3 |
| Tarxien Rainbows FC                                        | 0-0 | 3-1 | 2-0 | 3-1 | 0-0 | 1-1 | 2-1 |     | 0-2 | 1-0 |
| Valletta FC                                                | 3-1 | 0-0 | 2-0 | 1-1 | 0-0 | 1-0 | 4-0 | 5-2 |     | 3-0 |
| Vittoriosa Stars                                           | 0-1 | 1-6 | 2-0 | 2-3 | 1-1 | 2-4 | 0-1 | 0-1 | 2-3 |     |
| - Victoire à domicile - Match nul - Victoire à l'extérieur |     |     |     |     |     |     |     |     |     |     |

### Règlement
Les classements sont basés sur le barème de points classique (victoire à 3 points, match nul à 1, défaite à 0).
Les équipes gardent également la moitié des points arrondie à l'entier supérieur des points qu'elles ont acquis lors de la première phase.
Les critères de départage des équipes sont :
1. Différence de buts générale
2. Nombre de buts marqués

#### Poule pour le titre
Vallette débute cette deuxième phase avec 22 points, Tarxien 15 points, Floriana et Birkirkara 14 points, Marsaxlokk et Hamrun 12 points.
| Rang | Équipe              | Pts | J  | G | N | P | Bp | Bc | Diff |
| ---- | ------------------- | --- | -- | - | - | - | -- | -- | ---- |
| 1    | Valletta FC         | 42  | 28 | 5 | 5 | 0 | 17 | 6  | +11  |
| 2    | Floriana FCC        | 34  | 28 | 6 | 2 | 2 | 21 | 12 | +9   |
| 3    | Birkirkara FCT      | 29  | 28 | 4 | 3 | 3 | 17 | 15 | +2   |
| 4    | Marsaxlokk FCP      | 26  | 22 | 4 | 2 | 4 | 20 | 18 | +2   |
| 5    | Tarxien Rainbows FC | 23  | 28 | 2 | 2 | 6 | 16 | 23 | -7   |
| 6    | Hamrun Spartans FC  | 16  | 28 | 0 | 4 | 6 | 13 | 30 | -17  |

| Résultats (▼dom., ►ext.)                                   | Bir | Flo | Ham | Mar | Tar | Val |
| Birkirkara FC                                              |     | 1-5 | 2-2 | 2-0 | 3-0 | 0-1 |
| Floriana FC                                                | 3-0 |     | 2-0 | 1-1 | 5-1 | 1-1 |
| Hamrun Spartans                                            | 1-1 | 0-2 |     | 2-4 | 1-4 | 1-1 |
| Marsaxlokk FC                                              | 1-4 | 4-0 | 6-3 |     | 2-4 | 0-1 |
| Tarxien Rainbows FC                                        | 1-3 | 1-2 | 3-3 | 0-1 |     | 0-1 |
| Valletta FC                                                | 1-1 | 3-0 | 5-0 | 1-1 | 2-2 |     |
| - Victoire à domicile - Match nul - Victoire à l'extérieur |     |     |     |     |     |     |

| Rang | Équipe               | Pts | J  | G | N | P | Bp | Bc | Diff |
| ---- | -------------------- | --- | -- | - | - | - | -- | -- | ---- |
| 7    | Sliema Wanderers FC  | 26  | 24 | 5 | 0 | 1 | 15 | 5  | +10  |
| 8    | Qormi FC             | 18  | 24 | 2 | 1 | 3 | 15 | 17 | -2   |
| 9    | Hibernians FC        | 17  | 24 | 3 | 0 | 3 | 11 | 13 | -2   |
| 10   | Vittoriosa Stars FCP | 10  | 24 | 1 | 1 | 4 | 6  | 12 | -6   |

| Résultats (▼dom., ►ext.)                                   | Hib | Qor | Sli | Vit |
| Paola Hibernians FC                                        |     | 4-3 | 2-3 | 2-1 |
| Qormi FC                                                   | 5-2 |     | 0-4 | 2-2 |
| Sliema Wanderers FC                                        | 0-1 | 4-1 |     | 2-0 |
| Vittoriosa Stars                                           | 1-0 | 1-4 | 1-2 |     |
| - Victoire à domicile - Match nul - Victoire à l'extérieur |     |     |     |     |

| Légende : Qualifications et relégations | Légende : Qualifications et relégations                                               |
| --------------------------------------- | ------------------------------------------------------------------------------------- |
|                                         | Ligue des Champions 2011-2012 (1er Tour de qualification des champions)               |
|                                         | Ligue Europa 2011-2012 (2e Tour de qualification)                                     |
|                                         | Ligue Europa 2011-2012 (1er Tour de qualification)                                    |
|                                         | Relégation en First Division Maltaise                                                 |
|                                         | T : Tenant du titre C : Vainqueur de la Coupe de Malte P : Promu de deuxième division |

## Classement des buteurs
| Rang | Joueur                      | Club             | Buts |
| ---- | --------------------------- | ---------------- | ---- |
| 1    | Alfred Effiong              | Marsaxlokk FC    | 17   |
| 2    | Terence Scerri              | Valletta         | 16   |
| 3    | Gaetan Spiteri              | Ħamrun Spartans  | 14   |
| 4    | Daniel Nwoke                | Floriana         | 13   |
| 4    | Jean Pierre Mifsud Triganza | Sliema Wanderers | 13   |
| 6    | Daniel Mariano Bueno        | Tarxien Rainbows | 11   |
| 6    | Denni                       | Valletta         | 11   |
| 8    | Sergio                      | Tarxien Rainbows | 10   |

## Bilan de la saison
| Championnat de Malte de football 2010-2011 |                         |
| Champion                                   | Valletta FC (20e titre) |
| Coupes et trophées                         |                         |
| Vainqueur de la Coupe de Malte 2010-2011   | Floriana FC             |
| Qualifications continentales               |                         |
| Ligue des champions 2011-2012              | Valletta FC             |
| Ligue Europa 2011-2012                     | Floriana FC             |
| Ligue Europa 2011-2012                     | Birkirkara FC           |
| Promotions et relégations                  |                         |
| Promus en Premier League                   | Balzan Youths FC        |
| Promus en Premier League                   | Mqabba Football Club    |
| Promus en Premier League                   | Mosta Football Club     |
| Relégués en First League                   | Vittoriosa Stars        |